# 2023 UEFA 유로파리그 결승전
2023 UEFA 유로파리그 결승전은 UEFA 유로파리그의 52번째 결승전이자 현재의 대회명으로 개명한 이후로는 14번째 결승 경기이다. 경기는 2023년 5월 31일에 헝가리 부다페스트에 위치한 푸슈카시 아레나에서 열렸다.
2020년 코로나19 범유행의 여파로 결승전의 연기 및 이전으로 인해 최종 개최지가 1년 뒤로 밀리게 되었다. 이에 따라 2023년 결승전 개최 장소가 부다페스트의 푸슈카시 아레나로 변경되었다.
이 경기의 승리 팀은 2023년 UEFA 슈퍼컵에서 2022-23년 UEFA 챔피언스리그 우승 팀과 경기를 펼치며 2023-24년 UEFA 챔피언스리그 조별 예선에 진출하게 된다.

## 팀
다음 테이블에서, 결승전들은 2009년까지 UEFA 컵 시대였고, 2010년부터 UEFA 유로파리그 시대이다.
| 팀     | 이전 결승 기록 (굵은 글씨는 해당 년도 우승이다.) |
| ------ | ------------------------------------------------ |
| 세비야 | 6 (2006, 2007, 2014, 2015, 2016, 2020)           |
| 로마   | 1 (1991)                                         |

## 개최지 선정

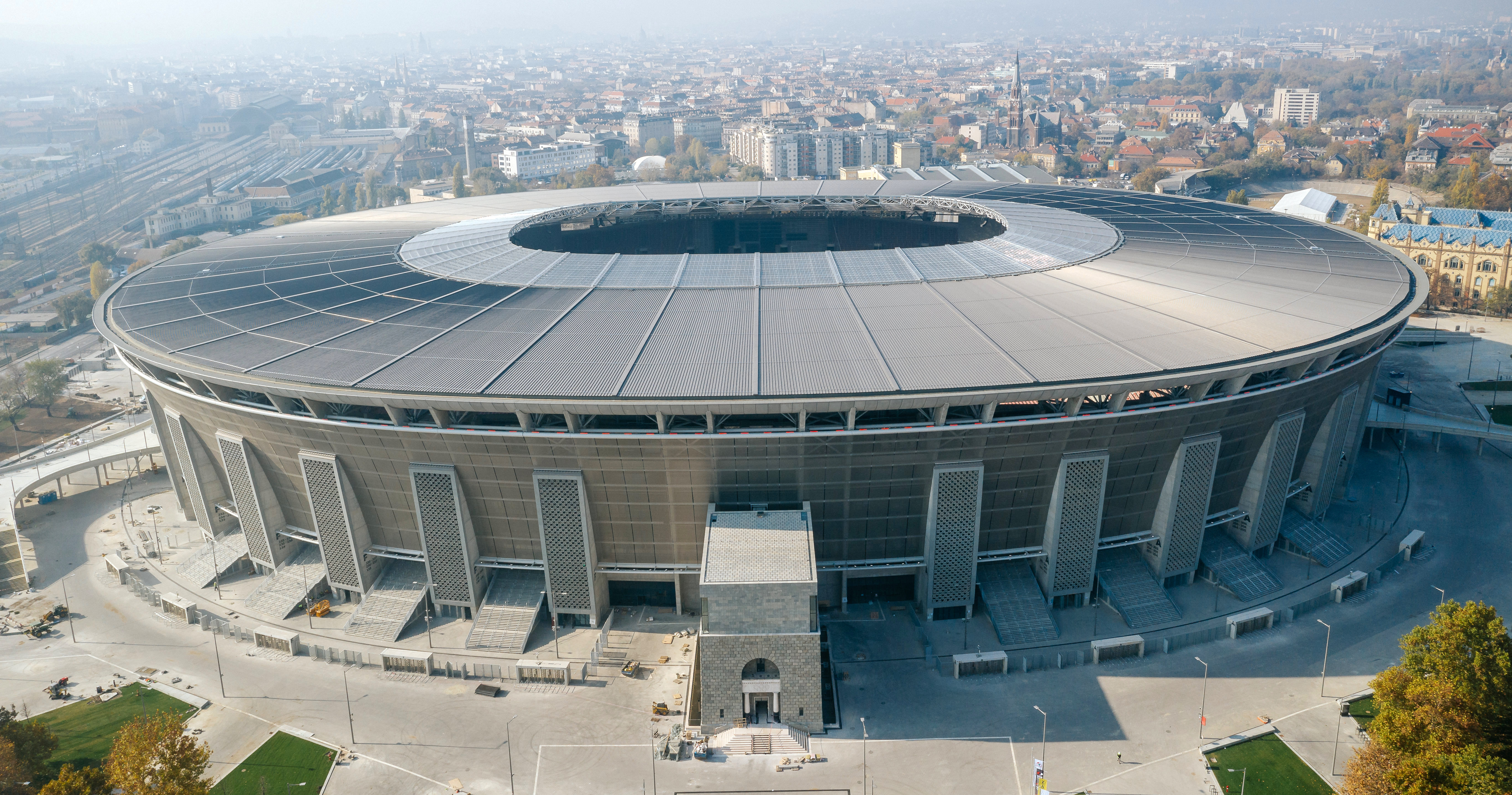
유로파리그 결승전 경기가 열린 부다페스트의 푸슈카시 아레나.

이 경기는 부다페스트에서 열린 최초의 UEFA컴/유로파리그 결승전이자, 1985년 UEFA컵 결승 1차전 이후 헝가리에서 열린 역사상 두 번째 결승전이다. 또한 2019년 UEFA 여자 챔피언스리그 결승전과 2020년 UEFA 슈퍼컵에 이어 헝가리에서 열리는 세 번째 UEFA 클럽 대회 결승전으로, 헝가리에서 열리는 전체 UEFA 클럽 대회 결승전 중 네 번째가 되었다. 그리고 이 경기장은 UEFA 유로 2020의 개최지로 선정되어 조별 예선 3경기와 16강 경기를 치렀다.
2020년 3월 2일 네덜란드 암스테르담에서 열린 UEFA 집행위원회 회의에서 푸슈카시 아레나가 최종 개최지로 선정되었다.
유럽 축구 연맹(UEFA) 집행위원회는 2020년 6월 17일에 열린 화상 회의를 통해 2020년 결승전의 연기 및 이전으로 인해 2022-23년 UEFA 유로파리그 결승전 개최 장소를 헝가리 부다페스트에 위치한 푸슈카시 아레나로 변경하였다.

## 결승전까지 가는 길
Note: 아래 모든 결과들에서, 결승전 진출팀들의 스코어는 먼저 주어진다. (H: 홈; A: 원정; N: 중립)
| 순위 | 팀            | 경기 | 승점 |
| ---- | ------------- | ---- | ---- |
| 1    | 맨체스터 시티 | 6    | 14   |
| 2    | 도르트문트    | 6    | 9    |
| 3    | 세비야        | 6    | 5    |
| 4    | 코펜하겐      | 6    | 3    |

| 순위 | 팀                    | 경기 | 승점 |
| ---- | --------------------- | ---- | ---- |
| 1    | 레알 베티스           | 6    | 16   |
| 2    | AS 로마               | 6    | 10   |
| 3    | 루도고레츠 라즈그라드 | 6    | 7    |
| 4    | HJK 헬싱키            | 6    | 1    |

## 경기
| 세비야              | 1 - 1 (연장) | 로마       |
| ------------------- | ------------ | ---------- |
| 만치니 55′ (자책골) | 리포트       | 35′ 디발라 |
| 승부차기            |              |            |
|                     | 4 - 1        |            |

| 세비야 | 로마 |

| GK                     | 13 | 야신 부누            |         |        |
| RB                     | 16 | 헤수스 나바스 (주장) |         | 94′    |
| CB                     | 44 | 로이크 바데          |         |        |
| CB                     | 6  | 네마냐 구델          |         | 120+8′ |
| LB                     | 3  | 알렉스 텔레스        |         | 94′    |
| CM                     | 20 | 페르난두             |         | 120+8′ |
| CM                     | 10 | 이반 라키티치        | 65′     |        |
| RW                     | 55 | 루카스 오캄포스      | 120+10′ |        |
| AM                     | 21 | 올리베르 토레스      |         | 46′    |
| LW                     | 25 | 브리안 힐            |         | 46′    |
| CF                     | 15 | 유세프 엔네시리      |         |        |
| 교체:                  |    |                      |         |        |
| GK                     | 1  | 마르코 드미트로비치  |         |        |
| GK                     | 31 | 알베르토 플로레스    |         |        |
| DF                     | 2  | 곤살로 몬티엘        | 120+4′  | 94′    |
| DF                     | 4  | 카림 레킥            |         | 94′    |
| DF                     | 14 | 탕기 니안주          |         |        |
| DF                     | 23 | 마르캉               |         | 120+8′ |
| MF                     | 8  | 주안 호르단          | 120′    | 120+8′ |
| MF                     | 24 | 파푸 고메스          |         |        |
| MF                     | 43 | 마누 부에노          |         |        |
| FW                     | 7  | 수소                 |         | 46′    |
| FW                     | 12 | 라파 미르            | 36′     |        |
| FW                     | 17 | 에리크 라멜라        | 109′    | 46′    |
| 감독:                  |    |                      |         |        |
| 호세 루이스 멘딜리바르 |    |                      |         |        |

| GK          | 1           | 후이 파트리시우          |         |      |
| CB          | 23          | 잔루카 만치니            | 48′     |      |
| CB          | 6           | 크리스 스몰링            |         |      |
| CB          | 3           | 호제르 이바녜스          |         |      |
| RM          | 19          | 제키 첼리크              | 74′     | 91′  |
| CM          | 4           | 브라얀 크리스탄테        | 65′     |      |
| CM          | 8           | 네마냐 마티치            | 21′     | 120′ |
| LM          | 37          | 레오나르도 스피나촐라    |         |      |
| AM          | 7           | 로렌초 펠레그리니 (주장) | 45′     | 106′ |
| CF          | 21          | 파울로 디발라            |         | 68′  |
| CF          | 9           | 태미 에이브러햄          |         | 75′  |
| 교체:       |             |                          |         |      |
| GK          | 63          | 피에트로 보에르          |         |      |
| GK          | 99          | 밀레 스빌라르            |         |      |
| DF          | 2           | 릭 카르스도르프          | 120+10′ |      |
| DF          | 14          | 디에고 요렌테            |         | 106′ |
| MF          | 20          | 마디 카마라              |         |      |
| MF          | 25          | 조르지뇨 베이날둠        |         | 68′  |
| MF          | 52          | 에도아르도 보베          |         | 120′ |
| MF          | 59          | 니콜라 잘레프스키        | 105′    | 91′  |
| MF          | 62          | 크리스티안 볼파토        |         |      |
| MF          | 68          | 베냐민 타히로비치        |         |      |
| FW          | 11          | 안드레아 벨로티          |         | 75′  |
| FW          | 92          | 스테판 엘 샤라위         |         | 106′ |
| 감독:       |             |                          |         |      |
| 조제 무리뉴 | 조제 무리뉴 | 조제 무리뉴              | 120′    |      |

- 최우수 선수: 야신 부누 (세비야)[1]

| 부심: 게리 베스윅 (잉글랜드) 애덤 넌 (잉글랜드) 대기심: 마이클 올리버 (잉글랜드) 비디오 보조심판(VAR): 스튜어트 버트 (잉글랜드) 보조 비디오 보조심판(VAR): 스튜어트 애트웰 (잉글랜드) 크리스 카바나 (잉글랜드) 바스티안 당케르트 (독일) | 경기 규칙 - 전후반 90분 동안 경기를 진행한다. - 전후반 90분 상황에서 동점이면 연장전 30분을 진행한다. - 연장전에서도 동점이면 승부차기를 진행한다. - 교체 선수 명단은 12명까지 올릴 수 있으며 한 팀당 최대 5명까지 교체할 수 있다. 연장전에 들어간 경우에는 최대 6명까지 교체할 수 있다. 각 팀에게는 3번의 선수 교체 기회가 주어지며 연장전에 한해 4번째 선수 교체 기회가 주어진다. 단 하프타임, 연장전 시작 이전, 연장전 하프타임에 일어난 선수 교체는 제외된다. |

## 같이 보기
- 2022-23년 UEFA 유로파리그
- 2023 UEFA 챔피언스리그 결승전
- 2023 UEFA 유로파컨퍼런스리그 결승전
- 2023년 UEFA 슈퍼컵